# واوچمپس، دوبس
واوچمپس، دوبس (به فرانسوی: Vauchamps, Doubs) یک کمون در فرانسه است که در Canton of Roulans واقع شده‌است.

## خصوصیات
واوچمپس ۲٫۹۴ کیلومترمربع مساحت و ۱۲۳ نفر جمعیت دارد.